# Spirit of Speed 1937
Spirit of Speed 1937 è un simulatore di guida del 1999 sviluppato da Broadsword Interactive. Originariamente pubblicato da MicroProse per personal computer, il gioco ha ricevuto una conversione per Dreamcast, distribuita da Acclaim sotto il nome LJN.

## Modalità di gioco
Ambientato negli anni 1930 del Gran Premio di automobilismo, nel gioco sono presenti 15 auto d'epoca.
I circuiti su cui i piloti del passato possono esibirsi sono i seguenti:
- AVUS
- Brooklands
- Donington
- Montana
- Montlhéry
- Monza
- Pau
- Roosevelt
- Tripoli

## Accoglienza
Considerato da Jeremy Dunham di IGN uno dei peggiori videogiochi di guida mai realizzati, nella sua recensione Spirit of Speed viene paragonato a South Park Rally, nonostante ritenga interessante l'idea del gioco. Frank Provo di GameStop ha criticato il gameplay, la grafica e la musica del titolo per Dreamcast.